# Pseudocoremia adusta
Pseudocoremia adusta är en fjärilsart som beskrevs av Alfred Philpott 1930. Pseudocoremia adusta ingår i släktet Pseudocoremia och familjen mätare. Inga underarter finns listade i Catalogue of Life.